# Ifconfig
ifconfig (anglicky interface configuration) je v informatice nástroj pro konfiguraci síťového rozhraní v unixových operačních systémech. Příkaz slouží pro nastavení parametrů síťového rozhraní v prostředí příkazového řádku, aktivaci i deaktivaci a zobrazení aktuálních parametrů. Používá se často v shellových skriptech pro zajištění startu systému (viz init). Poprvé se objevil v systému 4.2BSD jako součást BSD TCP/IP suite, v Linuxu nástupcem je nástroj ip.

## Použití
Příkaz ifconfig slouží k nastavení IP adresy, masky sítě a aktivaci nebo deaktivaci daného síťového rozhraní a zobrazení aktuálního nastavení. Mnoho unixových systémů inicializuje při startu systému síťová rozhraní pomocí shellových skriptů, které nástroj ifconfig volají. Následující příklad výstupu zobrazuje stav jednoho aktivního rozhraní na Linuxovém systému (rozhraní eth0):
```
eth0 Link encap:Ethernet HWaddr 00:0F:20:CF:8B:42
inet addr:217.149.127.10 Bcast:217.149.127.63 Mask:255.255.255.192
UP BROADCAST RUNNING MULTICAST MTU:1500 Metric:1
RX packets:2472694671 errors:1 dropped:0 overruns:0 frame:0
TX packets:44641779 errors:0 dropped:0 overruns:0 carrier:0
collisions:0 txqueuelen:1000
RX bytes:1761467179 (1679.8 Mb) TX bytes:2870928587 (2737.9 Mb)
Interrupt:28
```

Příklad výstupu pro rozhraní ural0 na systému OpenBSD:
```
ural0: flags=8843<UP,BROADCAST,RUNNING,SIMPLEX,MULTICAST> mtu 1500
lladdr 00:0d:0b:ed:84:fb
media: IEEE802.11 DS2 mode 11b hostap (autoselect mode 11b hostap)
status: active
ieee80211: nwid ARK chan 11 bssid 00:0d:0b:ed:84:fb 100dBm
inet 172.30.50.1 netmask 0xff00 broadcast 172.30.50.255
inet6 fe80::20d:bff:feed:84fb%ural0 prefixlen 64 scopeid 0xa
```

## Aktuální stav
Bezplatné BSD systémy (například NetBSD, OpenBSD a FreeBSD) pokračují v aktivním vývoji ifconfig a rozšíření jeho funkčnosti, aby zahrnovala také nastavení bezdrátové sítě, VLAN trunking, ovládání hardwarových funkcí (jako například TSO a hardwarový kontrolní součet) nebo nastavení síťového mostu a tunelového rozhraní. Solaris dříve používal ifconfig pro veškerou konfiguraci síťových rozhraní. Solaris 10 představil dladm k provádění nastavení spojové vrstvy (druhá vrstva referenčního modelu ISO/OSI), čímž se zredukoval rozsah konfigurace IP nástrojem ifconfig.
Ve starších linuxových distribucích fungoval ifconfig ve spojení s příkazem route jako nástroj k připojení počítače do sítě a definici cest mezi sítěmi. ifconfig pro Linux je součástí balíčku net-tools, který již nadále není udržován vzhledem k faktu, že jeho poslední verze (1.60) byla uvedena 15. dubna 2001.
Moderní distribuce Linuxu nahrazují ifconfig a route nástroji z balíčku iproute2, který je od 17. dubna 1999 k dispozici pro jádro Linuxu verze 2.2.4. Nástroje z iproute2 poskytují podporu pro všechny běžné funkce příkazů ifconfig, route, arp a netstat. Podporují též konfiguraci multicastu, správu tunelů a virtuálního spojení, ovládání provozu (například bandwidth shaping) a nízkoúrovňovou konfiguraci IPsec.

## Příbuzné nástroje
Verze Microsoft Windows od Windows 95 po Windows ME používaly grafický nástroj winipcfg pro zobrazení aktuálních informací o IP. Pro systémy Windows NT byl uveden nástroj ipconfig (podobně jako ifconfig je ipconfig určen pro příkazový řádek), který slouží i pro ovládání DHCP klienta Windows.
V Mac OS X funguje ifconfig jako obal (wrapper) agenta IPConfiguration a dokáže ovládat z příkazového řádku klienty BootP a DHCP. V Mac OS není doporučováno užívat ifconfig k modifikaci nastavení sítě, protože ifconfig pracuje pod úrovní systémových frameworků, které pomáhají při správě nastavení sítě. Pro změny nastavení je v Mac OS X doporučeno používat ‚/usr/sbin/ipconfig‘ nebo ‚/user/sbin/networksetup‘.
Nástroj iwconfig (název odvozen od ifconfig) slouží v linuxových systémech pro správu rozhraní bezdrátových sítí nad původní rozsah nástroje ifconfig. Nástroj iwconfig umožňuje měnit nastavení typická pro bezdrátové sítě, jako například nastavení SSID nebo WEP klíče. Doplňujícím nástrojem je iwlist.
Linux také obsahuje funkci iwspy, která sleduje a vyhodnocuje kvalitu bezdrátového signálu.
Mezi další nástroje pro konfiguraci ethernetových adaptérů patří ethtool, mii-tool, mii-diag pro Linux a show-link pro Solaris.